# 斑紋毛盲蝽
斑紋毛盲蝽（学名：Lasiomiris picturatus）为盲蝽科毛盲蝽屬下的一个种。